# ليا تورنر
ليا تورنر (بالإنجليزية: Leah Turner)‏ هي مغنية ومغنية مؤلفة أمريكية، ولدت في 29 يوليو 1987 في مورونغو فالي في الولايات المتحدة.

## وصلات خارجية
- الموقع الرسمي